# Glypta bakeri
Glypta bakeri là một loài tò vò trong họ Ichneumonidae.